# Национально-освободительный альянс (Бразилия)
Национально-освободительный альянс, НОА (порт. Aliança Nacional Libertadora, ANL) — антифашистский, антиимпериалистический фронт в Бразилии, созданный в 1935 году и представлявший политическую коалицию ряда левых демократических партий и организаций. Аналог народных фронтов в ряде европейских и латиноамериканских стран.

## Создание
Национально-освободительный альянс был создан в марте 1935 года в Рио-де-Жанейро в период подъёма демократического движения в ответ на наступление правительства Жетулиу Варгаса на права трудящихся. Целью альянса было свержение диктатуры Варгаса и переход власти к народно-революционному правительству. Манифест НОА публично зачитал молодой коммунистический активист Карлос Ласерда (впоследствии правоконсервативный политик-антикоммунист).
Ядро НОА составила Унитарная конфедерация профсоюзов Бразилии. Кроме неё, в состав альянса вошли группы военных (тенентистов), крестьянские союзы, а также прогрессивные молодёжные, женские и антифашистские организации. По всей стране было создано более 1500 ячеек НОА, которые действовали среди рабочих, крестьян, студентов, государственных служащих, солдат и матросов. В общей сложности, Национально-освободительный альянс объединял около 1,5 млн сторонников.
Руководящие должности в НОА заняли коммунисты из Бразильской коммунистической партии и левые тенентисты. Почётным председателем альянса в апреле 1935 был избран Луис Карлос Престес. Седьмой конгресс Коминтерна оценил создание НОА как начало развития единого антиимпериалистического фронта в Бразилии.

## Программа альянса
5 июля 1935 года был опубликован Манифест Национально-освободительного альянса, в котором провозглашалась программа НОА:
- отказ от погашения внешних долгов;
- аннулирование антинациональных договоров с империалистическими державами;
- национализация крупных предприятий;
- введение восьмичасового рабочего дня и социального обеспечения, увеличение заработной платы;
- борьба против рабских и феодальных условий труда;
- возвращение индейцам их исконных территорий;
- провозглашение демократических свобод, отделение церкви от государства;
- борьба против любой империалистической войны.

Кроме того, программа НОА предполагала прогрессивные преобразования в сельском хозяйстве, запрещение фашистских организаций, создание народного революционного правительства. Данная программа получила поддержку широких масс населения.

## Запрещение деятельности
Опасаясь дальнейшего усиления Национально-освободительного альянса, 11 июля 1935 года правительство Бразилии издало специальный декрет о запрещении его деятельности. Низовые организации альянса были подвергнуты разгрому. После этого ячейки НОА перешли на нелегальное положение и стали готовить вооружённое восстание.

## Восстание
Вооружённые выступления, организованные НОА, вспыхнули в ноябре 1935 года в городах Нитерой, Ресифи, Натал и Рио-де-Жанейро. Однако правительство, объявив в Бразилии осадное положение, быстро подавило все очаги восстания. Активисты НОА и БКП, в том числе и Престес, были арестованы. Часть восставших ушла в сельские районы, пытаясь найти поддержку среди крестьянства, однако сделать это не удалось, и движение заглохло.